# Gessamí groc
El gessamí groc (Jasminum fruticans) és un arbust perennifoli de la família oleàcies. També rep el nom de gesmiler de bosc o llessamí groc.

## Etimologia
Jasminum, ve de l'àrab yasamîn, que significa gessamí. Fruticans ve del llatí, que significa "que treu brots".

## Ecologia i distribució
Es pot trobar pel sud del continent europeu fins a zones de l'oest d'Àsia.
Creix a gran part de la península Ibèrica es troba dels Pirineus centrals i a les Muntanyes Diàniques, entre els 0 i els 1200 m a les contrades de clima continental. Apareix a les màquies, garrigues i als marges humits de l'alzinar.

## Descripció morfològica
És una planta perenne o semicaducifolia, glabre de fins a 3 m d'alçària. Les branques són erectes, primes, anguloses, trencadisses i amb 4 costes prominents. Les fulles són alternes, persistents i trifoliades.
Floreix entre els mesos d'abril agost. Les inflorescències són petites cimes pauciflores disposades en branques laterals curtes. Les flors són grogues hermafrodites, actinomorfes i pentàmeres. La corol·la és tubulosa, amb 5 lòbuls oblongs. Presenta 2 estams amb les anteres llargues i els filaments curts.

El fruit és una baia globosa i negra. Són tòxics i produeixen convulsions i rigidesa muscular.

Gessamí de bosc. Galeria.
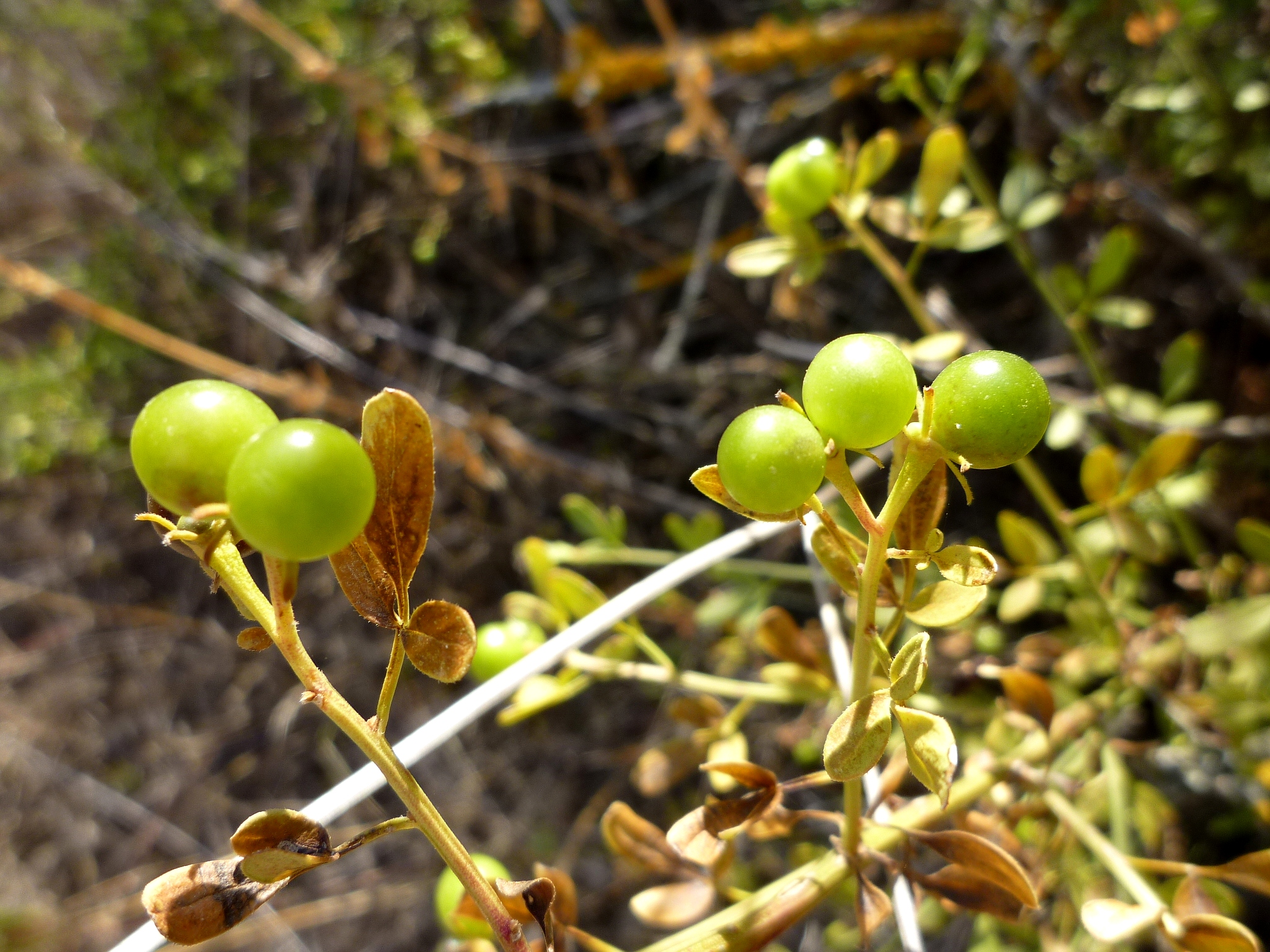
Baies verdes (Segarra)
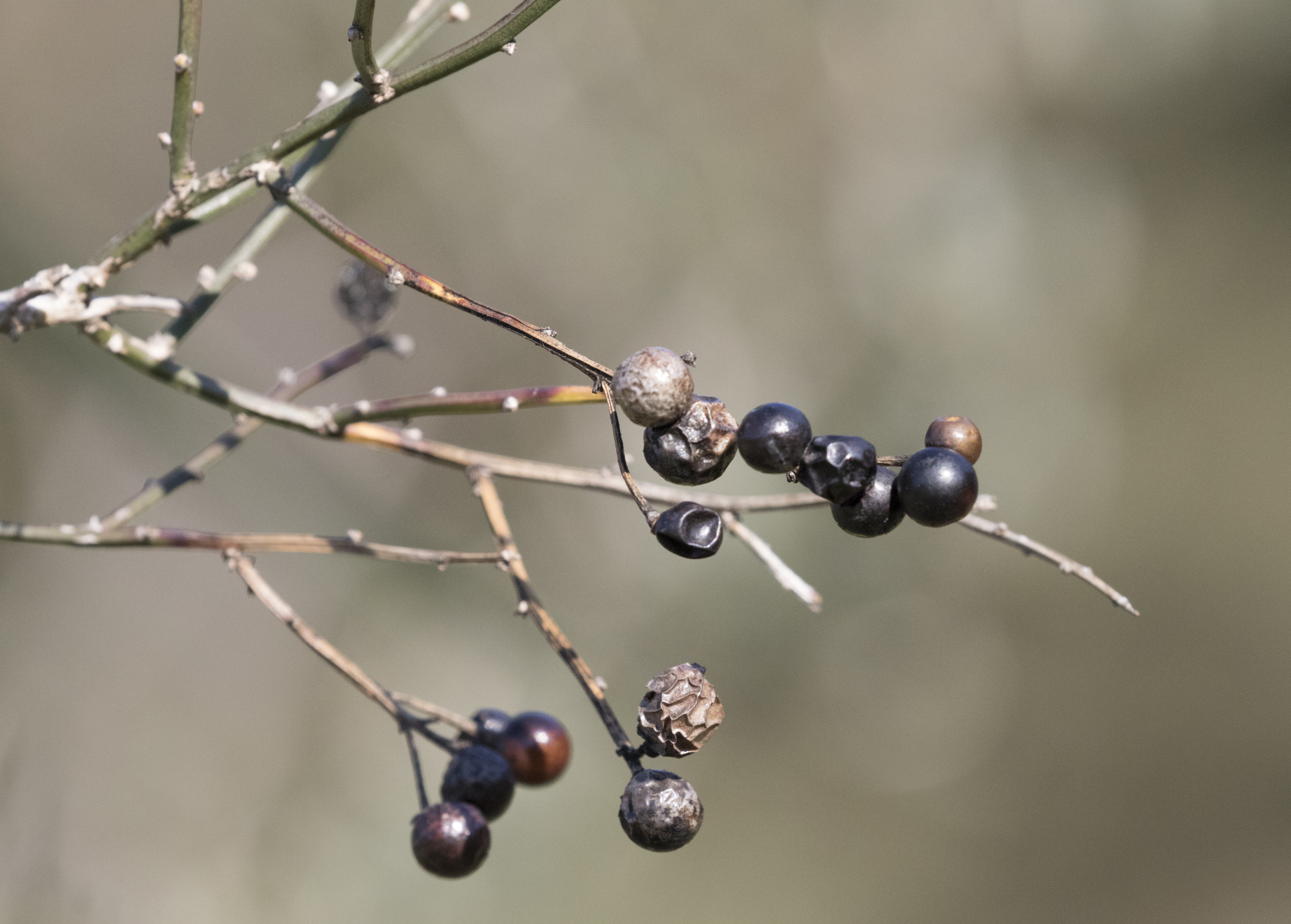
Baies madures (Adana)
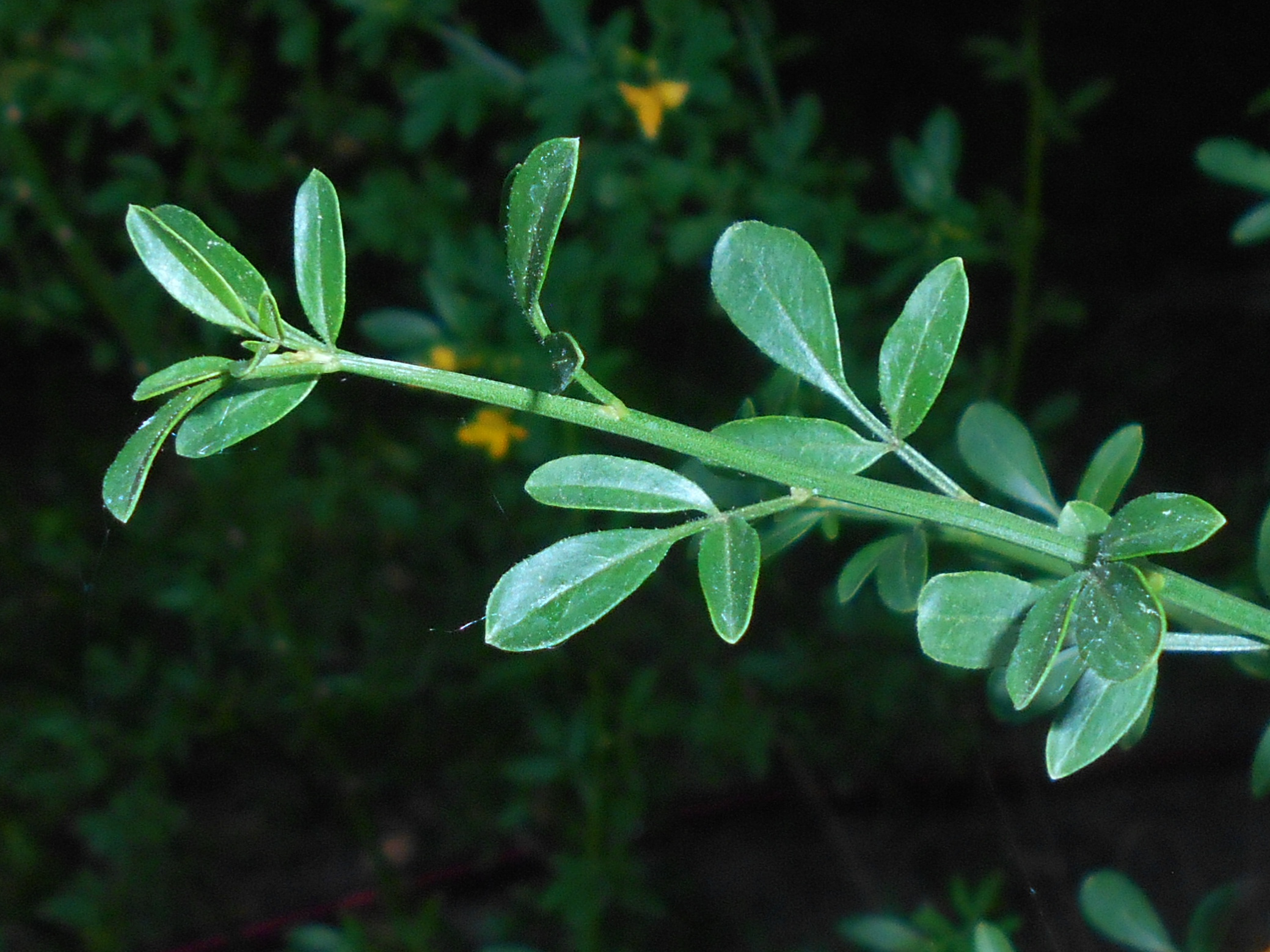
Fulles trifoliades (Berlin)